# Poul Andersen (fodboldspiller, født 1930)
 For alternative betydninger, se Poul Andersen. (Se også artikler, som begynder med Poul Andersen)
Poul Andersen (født 2. januar 1930, død 30. december 1995) var en dansk fodboldspiller, der deltog i sommer-OL 1960.

## Karriere

### Klub
Andersen, hvis position var back, spillede i hele sin karriere i Skovshoved IF, der specielt i 1950'erne, som var klubbens storhedstid, hvor det blandt andet blev til DM-sølvmedaljer i 1953.

### Landshold
Andersen fik debut på det danske A-landshold 2. oktober 1955 i en kamp mod England i anledning af indvielsen af en ny tribune på Idrætsparken. Et par uger senere var han med på B-landsholdet, men herefter blev han først udtaget igen i 1960 (på A-landsholdet), hvor han var med i optaktskampene forud for holdets deltagelse i OL i Rom.
Ved OL spillede han alle kampe for Danmark, og Danmark vandt alle sine kampe i indledende runde. I semifinalen mod Ungarn var han så uheldig at begå et straffespark. Dette blev efterfølgende reddet af målmand Henry From, hvorefter Danmark endte med at vinde 2-0 og kvalificere sig til finalen. Her blev det dog nederlag til Jugoslavien på 1-3, men de danske sølvmedaljer var en stor bedrift på denne tid, og holdet kom i eftertiden til at gå under betegnelsen "Sølvholdet".
Andersen fik endnu en landskamp efter OL, men en skade i foråret 1961 betød, at det ikke blev til flere kampe.

### Humor
Poul Andersen var kendt for sin humor. Et par eksempler:
I en af optaktskampene før OL, mod Finland, kom Danmark bagud på et selvmål af Poul Jensen, hvorpå Poul Andersen ved et efterfølgende hjørnespark til finnerne højlydt meddelte, at han nok skulle dække Poul Jensen.
Da Danmark havde tabt OL-finalen, var humøret ikke så højt i omklædningsrummet, men der blev løsnet lidt op, da Andersen udbrød: "Ja, sådan en aften skulle man have spillet Beethoven i stedet for back."